# Ітеу
Ітеу (рум. Iteu) — село у повіті Біхор в Румунії. Входить до складу комуни Абрам.
Село розташоване на відстані 431 км на північний захід від Бухареста, 48 км на північний схід від Ораді, 109 км на північний захід від Клуж-Напоки.

## Населення
За даними перепису населення 2002 року у селі проживала 361 особа.
Національний склад населення села:
| Національність | Кількість осіб | Відсоток |
| -------------- | -------------- | -------- |
| румуни         | 347            | 96,1%    |
| цигани         | 9              | 2,5%     |
| угорці         | 5              | 1,4%     |

Рідною мовою назвали:
| Мова      | Кількість осіб | Відсоток |
| --------- | -------------- | -------- |
| румунська | 353            | 97,8%    |
| угорська  | 8              | 2,2%     |